# Кокушкин переулок
Коку́шкин переулок — переулок в Адмиралтейском районе Санкт-Петербурга. Проходит от набережной канала Грибоедова до Садовой улицы.

## Происхождение названия
Переулок получил название от питейного заведения, владельцем которого был купец Василий Кокушкин. Дом Кокушкина в середине XVIII века находился на углу этого переулка и Садовой улицы.
С именем купца-кабатчика Кокушкина связано также название Кокушкина моста через канал Грибоедова.
Один из самых коротких переулков в Санкт-Петербурге — его длина 35 м.

## Достопримечательности
- Дом № 2 (Садовая ул., 45/Грибоедова кан.наб., 62) — дом Н. Семёнова, 1822—1826, арх. А. И. Мельников[1].

## Транспорт
Ближайшие станции метро — «Садовая», «Спасская» и «Сенная площадь».